# Julien Fauvel
Julien Jacques Fauvel mais conhecido como Julien Fauvel (Le Havre, 6 de abril de 1887 - São Carlos, 4 de setembro de 1963), foi um educador e futebolista francês, que atuava como goleiro.
Foi o primeiro goleiro da história do Santos.

## Carreira de futebolista
Nascido na região do Havre, França, em sua infância estudou em sua terra natal no Liceu Oficial de Le Havre, depois no Saint George College, na Inglaterra, e completou os estudos na Universidade Sorbonne, no Curso de Ciências e Letras, na capital francesa.
Prestar o serviço militar na França e chegou ao Brasil no ano de 1910, para trabalhar em Santos como classificador de café.
Por gostar de praticar esportes e possuir uma estatura alta, chamou a atenção dos componentes de um time que estava sendo montado e foi escalado para defender as cores do Santos Foot-Ball Club jogando como goleiro. Fez sua estreia no dia 23 de junho de 1912, exatamente 70 dias após o clube ter sido fundado, em partida considerada como um jogo-treino e não consta da relação dos jogos do Santos. Já a partida considerada a de nº 1 do Alvinegro Praiano, foi no dia 15 de setembro de 1912, diante do Santos Athletic Club, que atualmente é conhecido como Clube dos Ingleses, onde Julien Fauvel jogou na meta do Alvinegro se tornando oficialmente o primeiro goleiro do Santos.
Sua história como goleiro do Santos foi muito curta, onde fez apenas cinco partidas no ano de 1913. Nas quatro primeiras sofreu apenas três gols. Na quinta partida, após levar 8x1 da poderosa equipe do Sport Club Gêrmania, em partida válida pelo Campeonato Paulista, o então técnico santista, Urbano Caldeira, decidiu tirá-lo do time titular.

## Vida após o Santos
Ainda em 1913, Julien se muda de Santos para São Carlos, no interior paulista, onde interrompeu sua carreira de jogador.
Brigadeiro da reserva da aeronáutica francesa, em 1914, Julien voltou para a Europa para defender a França na Primeira Guerra Mundial, onde ficou até o final do conflito, em 1918, e em um dos combates, Fauvel se feriu gravemente e perdeu parte de um dos pés. Pela bravura, foi condecorado com a Cruz de Guerra da França.
Volta ao Brasil e em São Carlos, se casaria no ano de 1919 com Philomena Guimarães, ainda por lá, se tornaria um conceituado professor de francês, escreveria muitos livros e ajudaria na fundação da Organização de Ensino Julien Fauvel.
Em 1932, quando em São Paulo iniciou o Movimento Constitucionalista, Julien fez parte da legião de voluntários sancarlenses, tendo atuado na frente de Bragança e Minas Gerais.
No interior paulista, ainda defenderia as cores do Ideal, e depois no Paulista, ambos de São Carlos.
Em 1949 foi aprovado como professor do Estado de São Paulo e assumiu a cadeira de professor titular no Instituto de Educação Estadual Caetano Lourenço de Camargo, em 8 de dezembro de 1949, na cidade de Jaú, onde se aposentou, em 7 de abril de 1957, ao completar 70 anos.
Julien fundou a Escola de Comércio de São Carlos.
Em 9 de julho de 1959, por seus serviços prestados ao município, recebeu o título de “Cidadão Honorário de São Carlos”.
Julien Jacques Fauvel faleceu no dia 4 de setembro de 1963, em São Carlos.
Hoje, existe em São Carlos uma rua e uma escola de ensino fundamental que leva seu nome, um reconhecimento a tantos anos de trabalho e luta pela educação e pelo esporte na região.